# ديفيد براون (بروفيسور)
ديفيد براون (بالإنجليزية: David Brown)‏ هو بروفيسور بريطاني، ولد في 10 فبراير 1936.

## وصلات خارجية
- الموقع الرسمي